# Szipolypoloska-formák
A szipolypoloska-formák (Aeliini) a félfedelesszárnyúak (Hemiptera) rendjében a poloskák (Heteroptera) alrendjébe sorolt címerespoloska-alkatúak (Pentatomomorpha) öregcsalád egyik nemzetsége.

## Rendszerezésük
A taxonok elkülönítésének nehézségei miatt a címeres poloskák (Pentatomidae) tagolása rendkívül bizonytalan. Az ITIS rendszere az Aeliini nemzetséget egyáltalán nem ismeri el; nemeit a valódi címeres poloskák (Pentatomini) közé sorolja.